# Nakagawa, Fukuoka
Nakagawa (那珂川市 Nakagawa-shi?) este un municipiu din prefectura Fukuoka, Japonia.
Se află lângă Naka-gawa[*]. Are o suprafață de 74,99 km². Populația este de 50.186 locuitori, determinată în 1 octombrie 2017.